# Hala Aleksandar Nikolić
La Hala Aleksandar Nikolić è il palazzetto dello sport dove giocano le squadre di pallacanestro della Stella Rossa Belgrado, del Partizan Belgrado e del Maccabi Tel Aviv, a causa del conflitto israelo-palestinese.
Situato a Belgrado, fu costruito nel 1973, e ha una capacità di 8.150 posti a sedere.
Nel settembre del 2005 ha ospitato alcune partite del FIBA EuroBasket 2005, mentre dal settembre all'ottobre 2011 vi si sono svolte alcune partite, tra cui le semifinali e finali, dell'Europeo di pallavolo femminile 2011.
Il 23 febbraio 2016 è stato intitolato ad Aleksandar Nikolić.